# بريكموريه
بريكموريه (بالسلوفينية: Prèkmüre) هي منطقة معرَّفة جغرافيًا ولغويًا وثقافيًا وعرقيًا يسكنها السلوفينيين تقع بين نهر مور في سلوفينيا و‌وادي رابا في أقصى غرب المجر. المنطقة تحتفظ بميزات لغوية وثقافية ودينية تختلف عن المناطق السلوفينية الأخرى.